# Louis de Lausnay

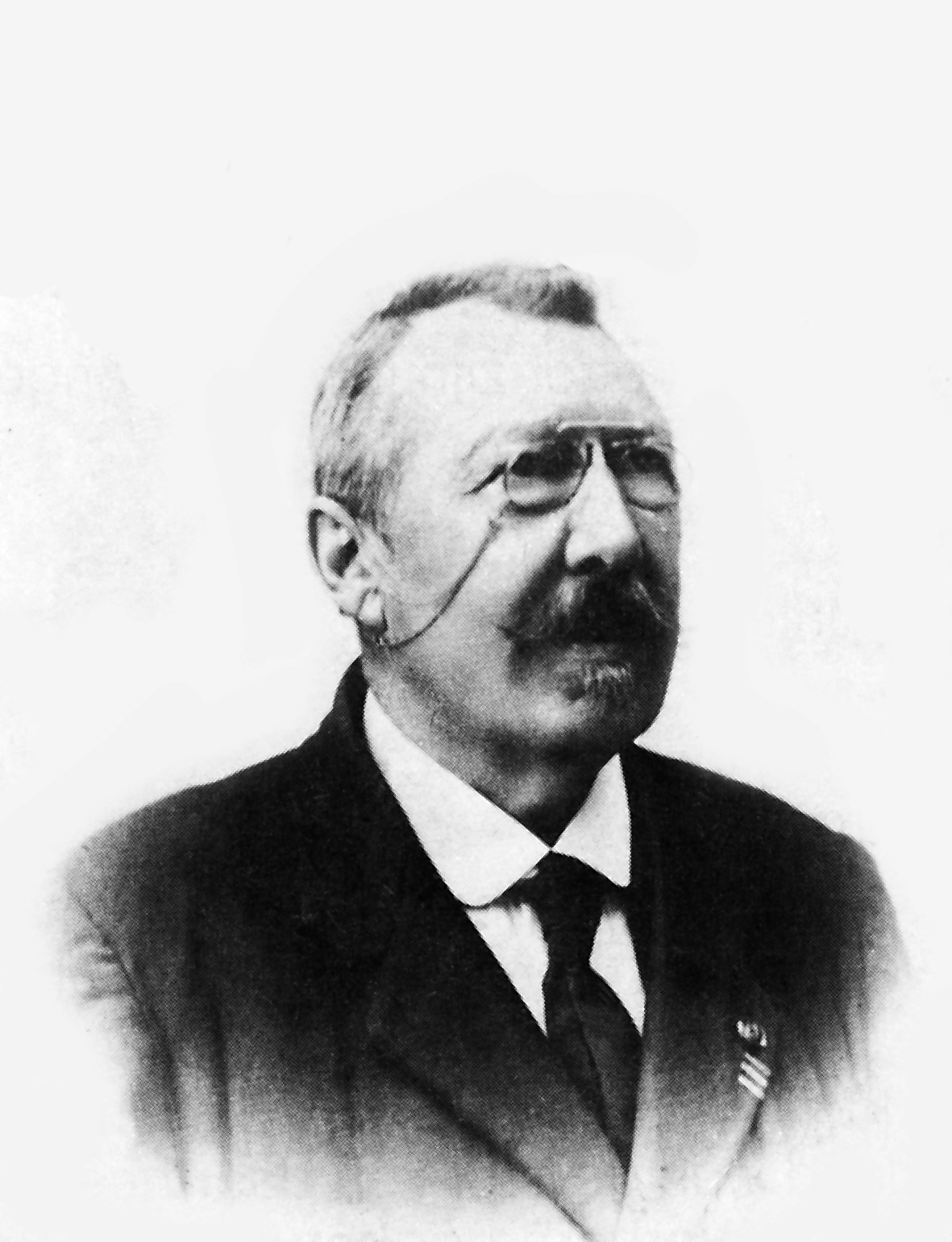
Louis de Lausnay

Louis Casimir de Lausnay (Overmere, 21  augustus 1867 - Overmere 16 september 1933) was een Belgisch politicus en burgemeester voor de Katholieke Partij. 

## Levensloop
De familie de Lausnay is een oude Franse adellijke familie, die in de 13e eeuw naar Henegouwen zou zijn gekomen. Een tak vestigde zich in Oost-Vlaanderen in het begin van de 16e eeuw. Deze afstammeling werd door de rechtbank van Dendermonde omstreeks 1900 bevestigd.
Louis de Lausnay, enige zoon van Casimir de Lausnay, was rentenier en volgde zijn vader op als burgemeester van Overmere, een mandaat dat hij van 1907 tot 1914 en van 1919 tot 1933 uitoefende. Hij was van 1921 tot 1925 tevens senator (1921-1925)  voor de Katholieke Partij in het arrondissement Dendermonde-Sint-Niklaas.
Hij huwde in 1888 met Elisabeth Pulinx, dochter van schepen van Gent Eduard Pulinckx en had 4 dochters. Hij was tevens de grootvader van ere-senator Etienne Cooreman.